# Србољуб Станковић
Србољуб Луле Станковић (Београд, 10. март 1921 — Београд, 24. јул 2000) је био југословенски и српски луткарски писац и теоретичар, и луткарски, филмски и ТВредитељ и сценариста.

## Биографија
- Студирао је германистику на Београдском Универзитету.

- Од 1948. године је радио на филму као асистент режије.

- Од 1951. до 1961. заједно са Гитом Нушић Предић, ради на оснивању Дечијег позоришта „Бошко Буха", где има ангажман редитеља и уметничког директаора.
- Од 1954. године режира на луткарским сценама Београда, Србије и Југославије.
- Од 1963. године је редитељ Телевизије Београд. Непроцењив је његов опус режија луткарских драмолета Стевана Пешића јер представља високе естетске домете савременог српског луткарства.
- Представа Митови Балкана, чији је аутор иредитељ и која је била постављена 1991. године на Луткарској сцени Народног позоришта „Тоша Јовановић" у Зрењанину, на многим фестивалима је означена као пример тоталног театра и вредно уметничко постигнуће модерног српског луткарства. Проглашена је за најбољу српску луткарску представу 20. века. Грађена је на аутентичним српским фолклорним ритуалима, са редитељским мотоом „да неуништиви живот (увек) почиње испочетка".[1][2]

## Теоретичар луткарства
Србољуб Луле Станковић је аутор више текстова о луткама и луткарству, луткарској режији. Аутор је и прилога: Кратка историја лутке и луткарства објављеног у публикацији: Увод у луткарство, 1966. године. Ту долази до изражаја његова идеја да је „надреализам, реализам у свету лутака".

## Аутор луткарских представа
Србољуб Станковић је аутор бројних драма и луткарских представа за децу. Неке од њих су:
- Новогодишња Црвенкапа (1981, Позориште „Бошко Буха", Београд)
- Лутка са црвеном капом (1986, Позориште младих, Нови Сад)
- Прича о лепој гуски (1988, Позориште младих, Нови Сад)
- Бајка о петлићу (1990, Позориште лутака „Пинокио", Београд)
- Мала ружа (1990, Народно позориште „Тоша Јовановић", Зрењанин)
- Митови Балкана (1991, Народно позориште „Тоша Јовановић", Зрењанин)
- Рођендан (1991, Позориште лутака „Бошко Буха", Београд)
- Лепотица и звер (1992, Мало позориште „Душко Радовић", Београд)
- Царски Певачи (1999, Народно позориште „Тоша Јовановић", Зрењанин) и др.[3]

## Редитељ
|                | 1960 | 1970 | 1980 | Укупно |
| -------------- | ---- | ---- | ---- | ------ |
| ТВ филм        | 17   | 2    | 0    | 19     |
| ТВ серија      | 2    | 5    | 2    | 9      |
| ТВ мини серија | 1    | 0    | 1    | 2      |
| ТВ кратки филм | 1    | 0    | 0    | 1      |
| Укупно         | 21   | 7    | 3    | 31     |

| Год.       | Назив                                        | Улога \|- style="background: Lavender; text-align:center; " | 1960.е_ | 1960.е_ | 1960.е_ | 1960.е_ |
| 1964.      | Име и презиме (ТВ серија)                    | /                                                           |         |         |         |         |
| 1964.      | Човек без граница (ТВ филм)                  | /                                                           |         |         |         |         |
| 1965.      | Отац (ТВ филм)                               | /                                                           |         |         |         |         |
| 1965.      | Пример за углед (ТВ филм)                    | /                                                           |         |         |         |         |
| 1965.      | Како стоји ствар (ТВ филм)                   | /                                                           |         |         |         |         |
| 1966.      | Партија шаха с оцем (ТВ филм)                | /                                                           |         |         |         |         |
| 1966.      | Посета младе даме (ТВ филм)                  | /                                                           |         |         |         |         |
| 1966.      | Човек без граница, II део (ТВ филм)          | /                                                           |         |         |         |         |
| 1966.      | Бананин брат (ТВ филм)                       | /                                                           |         |         |         |         |
| 1967.      | Врло стара прича (ТВ филм)                   | /                                                           |         |         |         |         |
| 1967.      | Ни црно ни бело (ТВ серија)                  | /                                                           |         |         |         |         |
| 1967.      | Неутешни поштар (ТВ филм)                    | /                                                           |         |         |         |         |
| 1967.      | Мама, вашег сина нешто дивно боли (ТВ филм)  | /                                                           |         |         |         |         |
| 1968.      | Северно море (ТВ филм)                       | /                                                           |         |         |         |         |
| 1968.      | Невоље једног Бобана (ТВ филм)               | /                                                           |         |         |         |         |
| 1968.      | Наш пријатељ Пепи (ТВ филм)                  | /                                                           |         |         |         |         |
| 1968.      | Илустровани живот (ТВ филм)                  | /                                                           |         |         |         |         |
| 1969.      | Како је лагао њеног мужа (ТВ кратки филм)    | /                                                           |         |         |         |         |
| 1969.      | Хајде да растемо (ТВ мини серија)            | /                                                           |         |         |         |         |
| 1969.      | Аутостопер (ТВ филм)                         | /                                                           |         |         |         |         |
| 1969.      | Акваријум (ТВ филм)                          | /                                                           |         |         |         |         |
| 1970.е     |                                              |                                                             |         |         |         |         |
| 1970.      | Мирина ТВ ступица (ТВ серија)                | /                                                           |         |         |         |         |
| 1972.      | Лутка оперета (ТВ серија)                    | /                                                           |         |         |         |         |
| 1973.      | Луди речник (ТВ серија)                      | /                                                           |         |         |         |         |
| 1976.      | Успон и пад Жике Проје (ТВ серија)           | /                                                           |         |         |         |         |
| 1976.      | Изгубљена срећа (ТВ филм)                    | /                                                           |         |         |         |         |
| 1977.      | Топовска завршница (ТВ филм)                 | /                                                           |         |         |         |         |
| 1975 1979. | Вага за тачно мерење (ТВ серија)             | /                                                           |         |         |         |         |
| 1980.е     |                                              |                                                             |         |         |         |         |
| 1982.      | Подвизи дружине Пет петлића (ТВ мини серија) | /                                                           |         |         |         |         |
| 1988.      | Луткомендија (ТВ серија)                     | /                                                           |         |         |         |         |
| 1988.      | Мала Нада (ТВ серија)                        | /                                                           |         |         |         |         |

## Асистент режије
|                   | 1950 | 1960 | Укупно |
| ----------------- | ---- | ---- | ------ |
| Дугометражни филм | 2    | 4    | 6      |

| Год.   | Назив                  | Улога \|- style="background: Lavender; text-align:center; " | 1950.е_ | 1950.е_ | 1950.е_ | 1950.е_ |
| 1950.  | Чудотворни мач         | /                                                           |         |         |         |         |
| 1953.  | Невјера                | /                                                           |         |         |         |         |
| 1960.е |                        |                                                             |         |         |         |         |
| 1962.  | Прозван је и V-3       | /                                                           |         |         |         |         |
| 1964.  | Човек из храстове шуме | /                                                           |         |         |         |         |
| 1966.  | Рој                    | /                                                           |         |         |         |         |
| 1967.  | Хасанагиница           | /                                                           |         |         |         |         |

## Сценариста
| Год.  | Назив | Улога \|- style="background: Lavender; text-align:center; " | 1960.е_ | 1960.е_ | 1960.е_ | 1960.е_ |
| 1966. | Рој   | /                                                           |         |         |         |         |